# Epania posticalis
Epania posticalis är en skalbaggsart som beskrevs av Holzschuh 2006. Epania posticalis ingår i släktet Epania och familjen långhorningar. Inga underarter finns listade i Catalogue of Life.